# Mario Mathieu

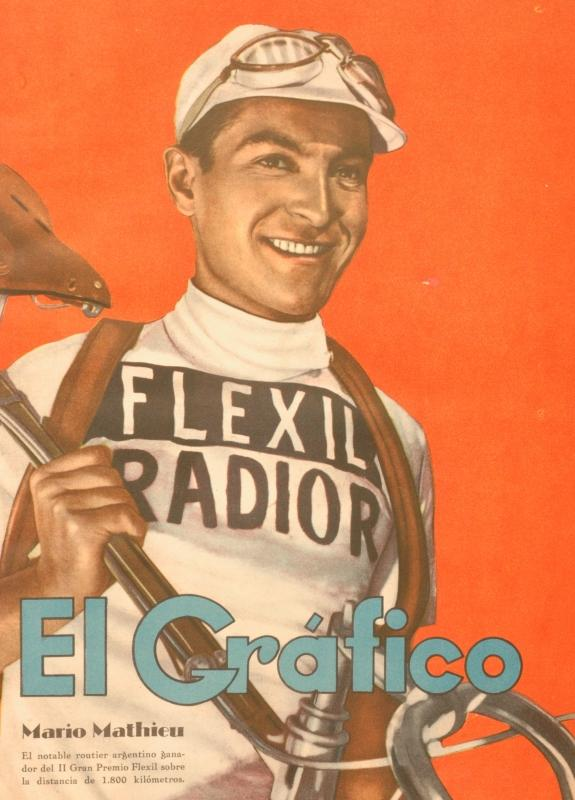
Mario Mathieu

Mario Mathieu (* 19. Januar 1917 in Paraná; † 24. November 1999 ebenda) war ein argentinischer Radrennfahrer und nationaler Meister im Radsport.

## Sportliche Laufbahn
Mathieu war Teilnehmer der Olympischen Sommerspiele 1948 in London. Im olympischen Straßenrennen gab er auf. Die argentinische Mannschaft kam mit Mathieu, Ceferino Peroné, Dante Benvenuti und Miguel Sevillano in der Mannschaftswertung auf den siebten Rang.
1935 siegte er in der nationalen Meisterschaft im Straßenrennen der Amateure. Diesen Titel konnte er erneut 1937, 1938 und 1942 gewinnen. 1940 und 1941 gewann er die Lateinamerikanische Meisterschaft im Straßenrennen. 1948 gewann er in Frankreich das traditionsreiche Amateurrennen Paris–Troyes. Das Rennen Clásica del Oeste-Doble Bragado konnte er 1935, 1938, 1939, 1940 und 1942 für sich entscheiden.
Das Sechstagerennen von Buenos Aires gewann er 1943 und 1945.